# Straište
Straište är en ort i Bosnien och Hercegovina.   Den ligger i entiteten Federationen Bosnien och Hercegovina, i den centrala delen av landet, 80 km norr om huvudstaden Sarajevo. Straište ligger 362 meter över havet och antalet invånare är 190.
Terrängen runt Straište är lite kuperad. Närmaste större samhälle är Zavidovići, 8,5 km söder om Straište. 
I omgivningarna runt Straište växer i huvudsak lövfällande lövskog. Runt Straište är det ganska tätbefolkat, med 93 invånare per kvadratkilometer.